# روبرت يونغ
روبرت يونغ (بالإنجليزية: Rupert Young)‏ مواليد 16 مايو 1978 في لندن، إنجلترا، المملكة المتحدة، هو ممثل إنجليزي بدأ مسيرته الفنية عام 2004.

## الأعمال
- دكتور مارتن
- ميرلين

## وصلات خارجية
- روبرت يونغ على موقع IMDb (الإنجليزية)
- روبرت يونغ على موقع ألو سيني (الفرنسية)
- روبرت يونغ على موقع قاعدة بيانات الفيلم (الإنجليزية)
- روبرت يونغ على موقع كينوبويسك (الروسية)